# Body and Soul (Billie Holiday-album)
Body and Soul från 1957 är ett musikalbum med Billie Holiday.

## Låtlista
1. Body and Soul (Johnny Green/Edward Heyman/Robert Sour/Frank Eyton) – 6:18
2. They Can't Take That Away from Me (George Gershwin/Ira Gershwin) – 4:08
3. Darn That Dream (Jimmy Van Heusen/Eddie DeLange) – 6:15
4. Let's Call the Whole Thing Off (George Gershwin/Ira Gershwin) – 3:22
5. Comes Love (Lew Brown/Sam Stept/Charles Tobias) – 3:58
6. Gee, Baby, Ain't I Good to You (Don Redman/Andy Razaf) – 5:34
7. Embraceable You (George Gershwin/Ira Gershwin) – 6:45
8. Moonlight in Vermont (Karl Suessdorf/John Blackburn) – 3:47

## Inspelningsdata
Inspelningarna är gjorda i Los Angeles.
3 januari 1957 (spår 8)
4 januari 1957 (spår 5)
7 januari 1957 (spår 1, 3)
9 januari 1957 (spår 2, 4, 6, 7)

## Medverkande
- Billie Holiday – sång
- Ben Webster – tenorsax
- Barney Kessel – gitarr
- Harry Edison – trumpet
- Jimmy Rowles – piano
- Red Mitchell – bas
- Alvin Stoller – trummor (spår 1, 3, 5, 8)
- Larry Bunker – trummor (spår 2, 4, 6, 7)